# Newton-gyűrűk

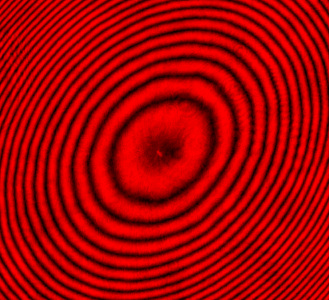
Newton-gyűrűk interferenciamintázata, melyet egy 650 nm-es vörös lézerfénnyel megvilágított sík-konvex lencsével hoztak létre és gyenge fényű mikroszkóp segítségével fényképeztek

A berendezés: egy konvex lencse és a síkra csiszolt üveglap

Newton-gyűrűknek nevezzük azt az interferenciamintázatot, amely a fénynek két felszínen való visszaverődése miatt jön létre egy szférikus és egy szomszédos, érintkező sík felszín között. A jelenséget először Robert Hooke írta le 1664-ben megjelent Micrographia című könyvében. Isaac Newtonról nevezték el, aki 1704-ben megjelent Opticks (Optika) című értekezésében tanulmányozta.

## Interferenciamintázat
Monokromatikus fénnyel nézve, a Newton-gyűrűk koncentrikus, váltakozó fényes és sötét gyűrűk sorozataként jelennek meg, amelyek középpontjában a két felület érintkezési pontja van. Fehér fényben nézve a koncentrikus gyűrűk mintázata szivárványszínű. 

## Elméleti háttér
A használt berendezés egy alig konvex lencséből és egy síkra csiszolt üveglapból áll. A két üveg csak középen, egyetlen pontban érintkezik, máshol pedig vékony levegőréteg választja el őket egymástól, melynek vastagsága  kifelé növekszik.

A két üveg felnagyított része, (a) esetben konstruktív interferencia és világos sáv lesz, míg a (b) esetben destruktív interferencia és sötét sáv

A jobb oldalon levő ábrán a két felület kis része látható, ahol a rés jobbról balra növekszik. A monokromatikus (egyszínű) fényforrásból érkező fénysugár áthalad a felső üvegen és visszaverődik annak alsó felületéről, továbbá a síkra csiszolt üveg felső felületéről is, majd a két visszavert fénysugár szuperponálódik (egymásra tevődik). Azonban az alsó üvegről visszavert fénysugár a rés kétszeresével hosszabb utat tesz meg. Illetve 180°-os fáziskülönbséggel tér vissza, míg a másik fénysugár nem változik. A visszavert sugár fényessége a két sugár által megtett utak hosszának különbségétől függ: 
- Konstruktív interferencia (a): Azokon a területeken, ahol a fénysugarak által megtett utak különbsége páratlan számú többszöröse a hullámhosszuk felének ({\displaystyle \lambda /2}) a visszavert fénysugarak fázisban lesznek, ezért az eredő fénysugár intenzitása megnő. Ennek eredményeként itt egy fényes részt figyelhetünk meg.

- Destruktív interferencia (b): Más területeken, ahol a megtett utak különbsége a fél hullámhossz páros számú többszöröse, a visszavert fénysugarak ellenfázisban lesznek. Tehát a fénysugarak kioltják egymást, így az eredő fény intenzitása csökken, akár nulla is lehet, emiatt itt egy sötét sáv figyelhető meg. A középen, ahol a lencse és az üveglap érintkezik, látható sötét folt is amiatt keletkezik, hogy a fénysugarak ellenfázisban vannak.

A lencse és az üveglap közötti vékony levegőréteg vastagságának változása eredményezi a konstruktív és destruktív interferenciák létrejöttét. A váltakozó sötét és világos sávokat, vagyis gyűrűket lehet használni arra, hogy meghatározzuk a lencse görbületi sugarát. A felületek közti rés nagysága egy gyűrű mentén konstans. Ha a felület nem szférikus, akkor nem gyűrűk, hanem más alakzatok láthatóak.
Az {\displaystyle n}-edik világos kör {\displaystyle r} sugara az alábbi módon számítható ki:
{\displaystyle r={\sqrt {\lambda R\left(N-{\frac {1}{2}}\right)}}}
ahol {\displaystyle N} a világos kör száma, {\displaystyle R} a görbületi sugár, és {\displaystyle \lambda } a hullámhossz.
Ismerve egy világos kör {\displaystyle r} sugarát és a lencse {\displaystyle R} görbületi sugarát, kiszámítható a levegőréteg {\displaystyle t} vastagsága az alábbi módon:
{\displaystyle t={\frac {r^{2}}{2R}}}

## Fordítás
Ez a szócikk részben vagy egészben a Newton's rings című angol Wikipédia-szócikk ezen változatának fordításán alapul.  Az eredeti cikk szerkesztőit annak laptörténete sorolja fel. Ez a jelzés csupán a megfogalmazás eredetét és a szerzői jogokat jelzi, nem szolgál a cikkben szereplő információk forrásmegjelöléseként.